# Tor Books
Tor Books és el segell editorial principal de Tor Publishing Group (anteriorment Tom Doherty Associates), una editorial amb seu a la ciutat de Nova York. Publica principalment títols de ciència-ficció i fantasia.

## Història
Tor va ser fundat per Tom Doherty, Harriet McDougal i Jim Baen el 1980 (tres anys més tard Baen va fundar el seu propi segell). Aviat s'hi van unir Barbara Doherty i Katherine Pendill, que aleshores formaven l'equip original de la startup.
Tor és una paraula que significa un pinacle rocós, tal com es representa al logotip de Tor. Tor Books va ser venuda a St. Martin's Press el 1987. Juntament amb St. Martin's Press, els segells Henry Holt and Company i Farrar, Straus and Giroux també van passar a formar part del grup Holtzbrinck, ara part de Macmillan als Estats Units.
El juny de 2019, Tor i altres segells de Macmillan es van traslladar del Flatiron Building a oficines més grans a l'Equitable Building.

## Empremtes
Tor és el segell editorial principal de Tor Publishing Group. El segell Forge publica una sèrie de títols de ficció, incloent novel·les històriques i de suspens. El segell Nightfire publica terror, principalment però no exclusivament amb elements de ciència-ficció i fantasia. El segell Bramble publica històries romàntiques i d'amor amb elements d'altres gèneres. Tor Books té dos segells per a joves lectors: Starscape (per a lectors a partir de 10 anys) i Tor Teen (per a lectors a partir de 13 anys). El segell Tordotcom se centra en obres curtes i serialitzacions.
Un segell germà del Regne Unit, Tor UK, s'especialitza en ciència-ficció, fantasia i terror, i publica crossovers de ficció per a joves adults basats en franquícies de videojocs. Tor UK va mantenir breument una política de presentació oberta, que va acabar el gener de 2013.
Orb Books publica clàssics de ciència-ficció com ara Slan, d'A. E. van Vogt.
Tor Teen publica novel·les per a adults joves com ara Little Brother de Cory Doctorow i reedita novel·les com El joc de l'Ender d'Orson Scott Card per a lectors més joves.
Tor Labs produeix podcasts.
Un segell germà alemany, Fischer Tor, es va fundar l'agost de 2016 com a segell de S. Fischer Verlag (que també pertany a Holtzbrinck Publishing Group). Publica títols internacionals traduïts a l'alemany, així com obres originals en alemany. Fischer Tor també publica la revista en línia alemanya Tor Online, que es basa en el mateix concepte que la revista en línia anglesa Tor.com, però amb un contingut independent.

## Autors
Entre els autors publicats per Tor i Forge hi ha:
- Kevin J. Anderson
- Kage Baker
- Ben Bova
- Steven Brust
- Orson Scott Card
- Jonathan Carroll
- Myke Cole
- Charles de Lint
- Felip K. Dick
- Cory Doctorow
- Steven Erikson
- Sarah Gailey
- Terry Goodkind
- Steven Gould
- Alex Grecian
- Eileen Gunn
- James E. Gunn
- Brian Herbert
- Glen Hirshberg
- Robert Jordan
- Sherrilyn Kenyon[12]
- George R. R. Martin
- Ricard Matheson
- Tamsyn Muir
- Lucy A. Snyder
- L. E. Modesitt, Jr.
- Andre Norton
- Harold Robbins
- Brandon Sanderson
- Joan Scalzi
- Maria Robinette Kowal
- VE Schwab
- Skyler White
- Gene Wolfe.[13]

Tor UK ha publicat autors com Douglas Adams, Rjurik Davidson, Amanda Hocking, China Miéville, Adam Nevill i Adrian Tchaikovsky.

## Llibres electrònics
Tor publica una sèrie de les seves obres com a llibres electrònics. El 2012, Doherty va anunciar que els seus segells només vendrien llibres electrònics sense DRM al juliol d'aquell any. Un any més tard, Tor va declarar que l'eliminació del DRM no havia perjudicat el seu negoci de llibres electrònics, per la qual cosa continuarien venent-los sense DRM.
El juliol de 2018, Macmillan Publishers i Tor van provocar un boicot a través de les xarxes socials i els taulers d'anuncis de les biblioteques després que s'anunciés que els llibres electrònics de Tor ja no estarien disponibles per a la compra i el préstec de les biblioteques, a través de serveis de distribució digital com ara OverDrive, fins a quatre mesos després de la seva data de publicació inicial. L'empresa va citar "l'impacte directe i advers" del préstec electrònic en les vendes minoristes de llibres electrònics, però va suggerir que el canvi formava part d'un "programa de proves" i que es podria reavaluar.

## Reconeixements
Tor va guanyar el premi Locus al millor editor de ciència-ficció en 36 anys, des del 1988 fins al 2024, ambdós inclosos (tots menys el 1998).
El març de 2014, Worlds Without End va classificar Tor com la segona editorial més premiada i nominada de llibres de ciència-ficció, fantasia i terror, després de Gollancz. En aquell moment, Tor havia rebut 316 nominacions i 54 premis per 723 novel·les publicades, escrites per 197 autors. L'any següent, Tor va superar Gollancz per convertir-se en el primer editor de la llista.
L'abril de 2025, el rècord de Tor havia augmentat fins a 715 nominacions i 132 victòries, en 16 premis atorgats en els gèneres tractats, amb un total de 2.929 novel·les publicades escrites per 742 autors.